# Aba (mytologie)
V řecké mytologii, Aba (řecky Ἄβα, latinsky Aba) byla najáda, nymfa vodního zdroje nebo studny města Ergiske ve východní Thrákii.
Předpokládá se, že byla dcerou boha řeky Evros, která dotyčným územím protéká. Z mileneckého vztahu s Poseidonem se narodil Ergiskos, eponymní zakladatel města Ergiske.